# Du Lâm

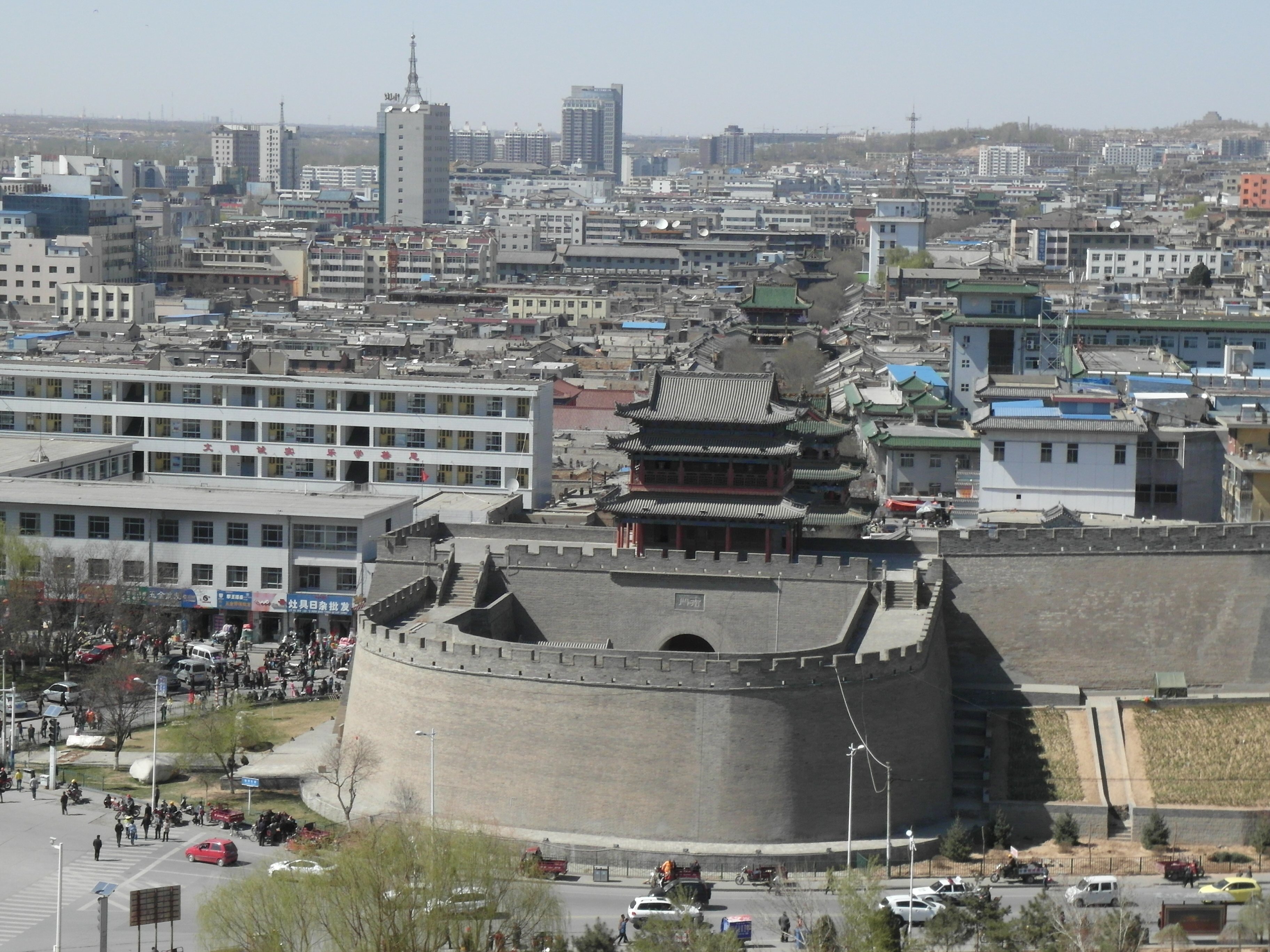
Thành Cổ Du Lâm.

Du Lâm (tiếng Trung: 榆林市, Hán-Việt: Du Lâm thị) là một địa cấp thị của tỉnh Thiểm Tây, Cộng hòa Nhân dân Trung Hoa. Du Lâm có hơn 3.000.000 dân.

## Hành chính
Địa cấp thị Du Lâm quản lý các đơn vị cấp huyện sau:

### Quận nội thành
- Du Dương (榆陽區)
- Hoành Sơn (横山区)

### Thành phố cấp huyện
- Thần Mộc (神木市)

### Huyện
- Thanh Giản (清澗縣)
- Tuy Đức (綏德縣)
- Giai huyện (佳縣)
- Phủ Cốc (府谷縣)
- Tử Châu (子洲縣)
- Tĩnh Biên (靖邊縣)
- Mễ Chi (米脂縣)
- Ngô Bảo (吳堡縣)
- Định Biên (定邊縣)